# پیش از آنکه برویم
قبل از اینکه برویم (به انگلیسی: Before We Go) یک فیلم رمانتیک محصول ایالات متحدهٔ آمریکا به کارگردانی کریس ایوانز است که خود ایوانز و آلیس ایو از بازیگران آن هستند و در سال ۲۰۱۴ ساخته شد. این نخستین فیلم کریس ایوانز به‌عنوان کارگردان است.

## خلاصه داستان
یک دختر جوان در شهر نیویورک تلاش زیادی می‌کند که به قطار ساعت ۱:۳۰ به شهر بوستون در ایالت ماساچوست برسد، ولی کیف او در راه دزدیده می‌شود و با مرد غریبه‌ای (Chris Evans) آشنا می‌شود….